# Carinotetraodon lorteti
Cá nóc mắt đỏ hay còn gọi là cá nóc mít (Danh pháp khoa học: Carinotetraodon lorteti) là một loài cá biển trong bộ cá nóc. Chúng là loài cá có độc và gây ra ngộ độc thực phẩm dẫn đến tử vong cho người ăn nó. Chúng phân bố ở Indonesia, Malaysia, Thái Lan, Campuchia và Việt Nam.

## Đặc điểm
Cá nóc mắt đỏ được người dân miền Tây gọi là cá nóc mít, có kích thước lớn nhất khoảng 6 cm, thường sống ở những thủy vực có dòng chảy. Cá đẻ trứng lên giá thể cứng vùng nước cạn, cá đực chăm sóc và bảo vệ trứng cho đến khi trứng nở. Độc tố của loài cá nóc nước ngọt này được xác định là tetrodotoxin, tương tự như độc tố cá nóc biển Việt Nam.
Do kích cỡ và trọng lượng khá nhỏ nên người dân thường ăn toàn bộ cơ thể cá nóc mít khiến khả năng ngộ độc rất cao (độc tố nhiều nhất ở cơ quan sinh dục và gan), có thể gây tử vong cho người ăn, khi trúng thực nạn nhân sẽ có chứng ngộ độc như vật vã, tê khắp người và choáng váng. Ở Tiền Giang, người ta từng bắt được con cá nóc mít nặng khoảng 350gram, dài khoảng 15 cm, bụng rất to, thường cá chỉ to bằng hai ngón tay. Hàm răng cá này có hai răng lớn ở giữa rất sắc, đây là cá thể gây ra những vụ cắn người